# Майк Вейзор
Майк Вейзор (англ. Mike Veisor, нар. 25 серпня 1952, Торонто) — канадський хокеїст, що грав на позиції воротаря. Грав за збірну команду Канади.

## Ігрова кар'єра
Професійну хокейну кар'єру розпочав 1972 року.
1972 року був обраний на драфті НХЛ під 45-м загальним номером командою «Чикаго Блек Гокс». 
Протягом професійної клубної ігрової кар'єри, що тривала 13 років, захищав кольори команд «Чикаго Блекгокс»,  «Гартфорд Вейлерс» та  «Вінніпег Джетс».
Виступав за збірну Канади.

## Статистика НХЛ
| І   | В  | П  | Н  | ПОТ | Хв | ПГ | ІБГ | ПГГ  | %ВК |
| 139 | 41 | 62 | 26 | —   | —  | —  | —   | 4.09 | —   |
| --- | -- | -- | -- | --- | -- | -- | --- | ---- | --- |